# Jaime Estévez
Jaime Luis Estévez Valencia (Santiago, 27 de septiembre de 1946) es un economista, investigador, consultor y político chileno de centroizquierda. Funcionario público desde los años 1970, destacó como estrecho colaborador de la administración del presidente Ricardo Lagos, durante los años 2000, primero como presidente de BancoEstado y luego como ministro de Estado.
Entre 1995 y 1996 ocupó la presidencia de la Cámara de Diputados de su país, tercer cargo en importancia de la República.
Ocupó la presidencia de Cruzados SADP entre 2010 y 2014. Desde 2007 es miembro del directorio de Banco de Chile.

## Formación
Nació como hijo del matrimonio conformado por Joaquín Augusto Estévez Cordovéz (hermano de Manuel Roberto Lucio Estévez Cordovéz, quien fue abuelo de María Cecilia Brikman Estévez, esposa de Pablo Longueira) y María Blanca Amalia Valencia Avaría.
Realizó sus estudios primarios y secundarios en Colegio Seminario de Chillán y el Colegio San Ignacio de la capital chilena. Después estuvo tres años en el Seminario Pontificio Menor, donde fue compañero de Enrique Correa y Luis Eugenio Silva. Luego se tituló de Bachiller en Ciencias Económicas en la Universidad de Chile.

## Vida privada
Estuvo casado con la política Jacqueline Weinstein, con quien tuvo dos hijos; Paula Isabel y Rodrigo Antonio. Se casó en segundas nupcias el 9 de diciembre de 1994 con Bernardita Aguirre Valdivieso, hija de Jorge Óscar del Carmen Aguirre Silva y Luisa del Rosario Valdivieso Delaunay.

## Actividad pública

### Unidad Popular y dictadura
Durante el Gobierno de Salvador Allende participó como asesor de Fedhach y como ejecutivo de Codelco-Chile, todo gracias a su gran cercanía con el ministro de Economía de la época, Pedro Vuskovic. Colaboró en la redacción de la ley de nacionalización del cobre e inicialmente participó en los directorios de las empresas mixtas de Chuquicamata y El Salvador, donde el Estado compartía la propiedad con Anaconda. Después fue a Nueva York a recibir simbólicamente las llaves de las oficinas de los estadounidenses en Chile para hacer el traspaso formal.
Militante de la Democracia Cristiana y luego del  MAPU, debió exiliarse tras el golpe de Estado de 1973. Tras unos meses en Austria, se instaló en Italia, en donde trabajó en Chile Democrático, fundación de solidaridad con el país, y también como docente.
Tras cuatro años partió a la Unión Soviética como representante del MAPU en Moscú.
Después de dos años ahí fue a México, donde se transformó en uno de los asesores del ex presidente PRI, Luis Echeverría. En ese país entabló amistad con quienes conforman hoy su círculo más cercano: José Miguel Insulza, Carlos Ominami, Marcelo Schilling y Jaime Gazmuri.
Tras su regreso a Chile, en 1983, trabajó como investigador de Flacso, de Cieplan y del Centro de Estudios Sociales y Económicos del Tercer Mundo. También fue consultor de Naciones Unidas.

### Vuelta a la democracia

#### Parlamentario
Fue uno de los fundadores del Partido por la Democracia (PPD) en 1987 y en 1989 fue elegido diputado por el Distrito N.° 29 (Puente Alto, La Pintana, Pirque y San José de Maipo) con el 22,82 por ciento de los votos. En 1993 fue reelecto con el 32,16 por ciento, esta vez por el Partido Socialista. Entre 1995 y 1996 fue presidente de la Cámara de Diputados.
En la primera vuelta presidencial de 1999 fue encargado territorial del comando de su amigo Ricardo Lagos, a quien conociera en los años '80.
Tuvo también un programa en la radio Chilena, donde comentaba diversos aspectos de la contingencia nacional.

#### Presidente de BancoEstado y ministro de Ricardo Lagos
Al asumir Ricardo Lagos como presidente, el 11 de marzo de 2000, Estévez fue nombrado por éste como presidente del Banco del Estado, manteniéndose en el cargo hasta su designación como ministro a comienzos de 2005. A cargo de la entidad bancaria estatal, Estévez encabezó un ambicioso proceso de modernización el que incluyó, incluso, el cambio de la imagen y la adopción de un nuevo nombre (BancoEstado); asimismo, durante su presidencia, el BancoEstado otorgó un polémico préstamo a Quiñenco, la matriz del Grupo Luksic, de US$ 138 millones, que le permitió a este último adquirir el 51% del Banco de Chile.
Jaime Estévez fue designado como ministro de Obras Públicas, Transportes y Telecomunicaciones, en enero de 2005, cuando la cartera atravesaba una severa crisis de credibilidad, por las revelaciones de sobresueldos e irregularidades en licitaciones y usos de fondos del Estado, llegando inclusive a cuestionarse el paso de Ricardo Lagos durante el gobierno de Eduardo Frei Ruiz-Tagle.
A pesar de lo anterior, los años finales del gobierno de Lagos, correspondientes a su ministerio, vieron un importante impulso a las obras públicas, con la entrada en operaciones de una serie de autopistas concesionadas en Santiago, la expansión de la red de Metro y, especialmente, el inicio de la implementación del Transantiago, proyecto estrella de la administración Lagos que pretendía reformar totalmente el transporte en la capital, en pro de la descongestión y la eficiencia. La implementación completa de este plan se realizó durante el primer gobierno de Michelle Bachelet, con resultados sumamente negativos en su primera etapa -en parte por dificultades contractuales y de infraestructura heredadas de la gestión de Estévez- generando un clima de profundo descontento social y una crisis de confianza en éste.

## Actividad empresarial
Tras el término del gobierno de Ricardo Lagos se incorporó al directorio de la generadora Endesa Chile, empresa de capitales españoles que gestiona en conjunto con Colbún el proyecto energético Hidroaysén, y posteriormente al directorio del Banco de Chile.
Entre mayo de 2010 y abril de 2014 ejerció como presidente del directorio de Cruzados SADP, sociedad que maneja los activos de la rama de fútbol del Club Deportivo Universidad Católica.

## Historial electoral

### Elecciones parlamentarias de 1989
- Elecciones parlamentarias de 1989, candidato a diputado para el Distrito 29, Puente Alto, La Pintana, Pirque y San José de Maipo[23]

### Elecciones parlamentarias de 1993
- Elecciones parlamentarias de 1993, candidato a diputado para el Distrito 29, Puente Alto, La Pintana, Pirque y San José de Maipo[24]

### Elecciones parlamentarias de 1997
- Elecciones parlamentarias de 1997, candidato a senador para la Circunscripción 8, Santiago Oriente [25]